# 억제성 시냅스후 전위
억제성 시냅스후 전위(영어: inhibitory postsynaptic potential, IPSP)는 향후 활동전위가 시냅스후 뉴런에서 또는 알파운동뉴런에서 일어날 확률을 감소시키는 시냅스후 전위이다.
시냅스 중 상당수는 흥분성이 아닌 억제성이다. 억제성 시냅스란 과분극화를 일으키는 시냅스후 전위인데, 신경전달물질의 작용으로 개방되는 수용체 분자의 이온 통로는 K+나 Cl– 또는 이 두 이온 모두에 대해 선택적으로 작용하는 통로가 된다. 이와 같은 과분극 상태의 시냅스에서 기록한 전압 변동을 억제성 시냅스후 전위라 한다. 이 전위는 시냅스후 신경의 막전위를 변경시켜 활동전위의 발생 역치를 높인다. 예컨대 만약 억제성 시냅스에서 어떤 전달물질이 K+의 통로만을 선택적으로 열면 K+이온이 세포 바깥으로 흘러 나오게 되는데, 이런 K+의 유출은 막전위를 –75mV까지 내려가게 하거나 K+의 통로가 닫힐 때까지 계속되어 K+ 이온의 전기화학적 기울기를 낮춘다. 이런 현상은 과분극화를 초래하면 결과적으로 역치를 높이게 된다. 시냅스후 전위에 기인되는 막전위와 시냅스후 신경이 활동전위를 발생기키는 역치 사이의 관련이 중요한데, 여기에는 Cl–가 관련된다.

## 같이 보기
- 시냅스후 전위
- 흥분성 연접후 전위
- GABA
- 글리신